# بليونش
بليونش أو بنيونش (بالأمازيغية: ⴱⵍⵢⵓⵏⴰⵛ) هي قرية مغربية تقع على بعد 7 كيلومترات من مدينة سبتة بعمالة المضيق الفنيدق، جهة طنجة تطوان الحسيمة شمال المملكة المغربية. بلغ عدد سكان بليونش 5296 نسمة سنة 2014 ووصل عدد الأسر إلى 1117 أسرة حسب الإحصاء الرسمي للمملكة.
تطل بليونش شمالاً وشرقاً على البحر الأبيض المتوسط، وتحدها مدينة الفنيدق جنوباً، كما تُحد شرقاً بإقليم الفحص أنجرة. تحيط ببليونش سلسلة من المرتفعات أعلاها جبل موسى كما تعتبر واداً خصيباً تنبع فيه عيون كثيرة. وتعرف المنطقة توتراً نظراً لتواجدها قرب مدينة سبتة الإسبانية، مما يؤدي إلى توافد تجمعات المهاجرين الأفارقة غير الشرعيين طمعاً في الهروب إلى سبتة، إضافة إلى اشتباه وجود تحركات إرهابية حسب تقارير إسبانية. وكان للقرية تاريخ حافل وقد تغنى بها الشعراء والعلماء ومن ما قيل في بليونش:
| بليونش        | بليونش جنة ولكن ... طريقها يقطع النياطا كجنة الخلد لا يراها ... إلاّ الذي جاوز الصراطا | بليونش |
| — القاضي عياض |                                                                                       |        |

| بليونش               | وأذكر اوطانا افأت بظلها ... وعاهد أحباب ومغنى حبائب أبليونش لا جف نبت رياضها ... وجاد على مغناها صوب السحائب | بليونش |
| — أبو العباس الينشتي | |        |

| بليونش                 | هي جنة الدنيا التي من حلها ... نال الرضا و الروح والريحانا | بليونش |
| — لسان الدين بن الخطيب |                                                            |        |